# 榎本加奈子

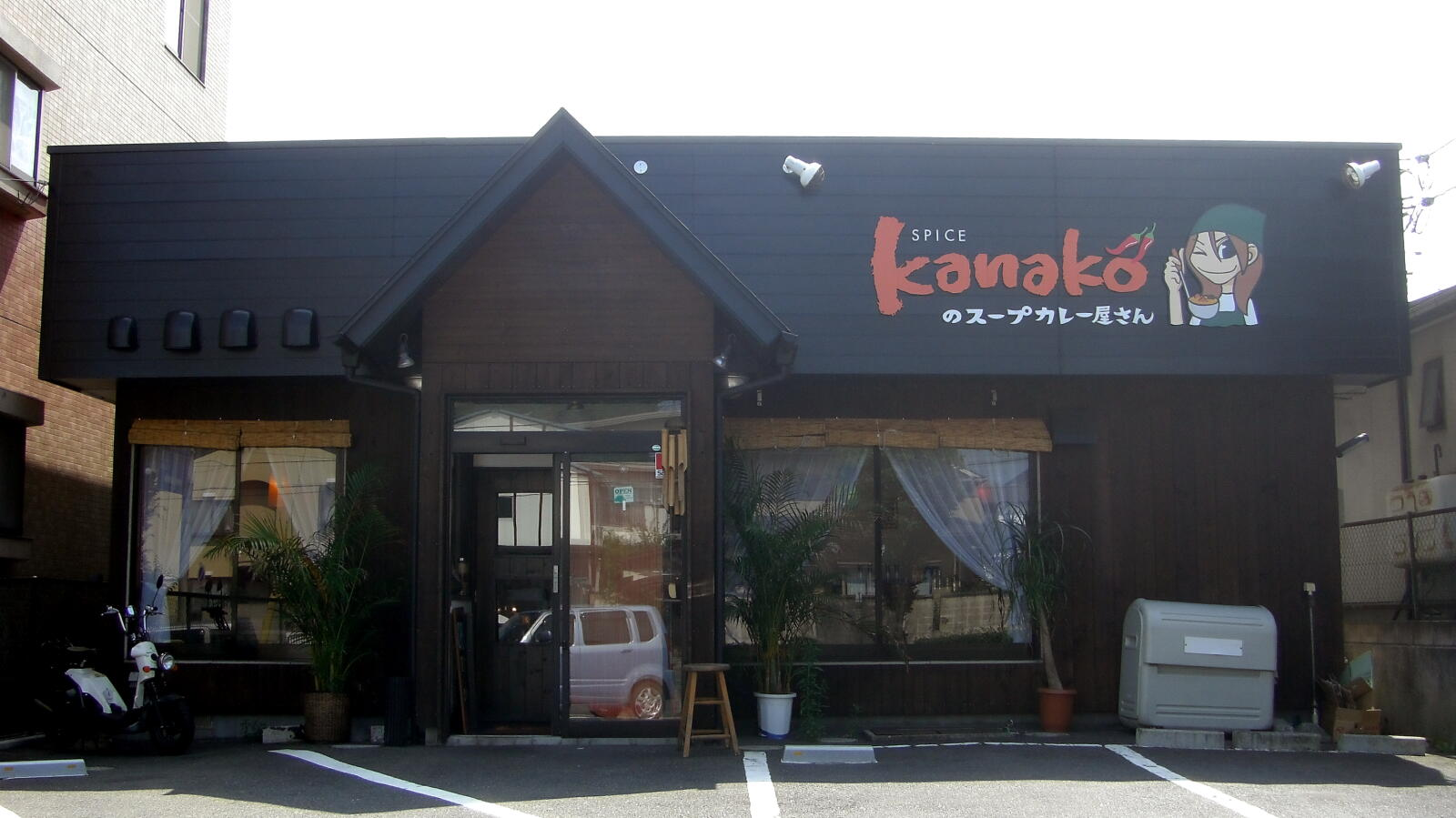
プロデュース・経営している「kanakoのスープカレー屋さん」仙台吉成店

榎本 加奈子（えのもと かなこ、1980年9月29日 - ）は、日本の実業家で、元タレント、元女優、元アイドルである。東京都港区出身。芸能事務所はラッキーカムカム（イトーカンパニーグループ）を経て、タレント×キッズ×タレント（Talent×KIDS×Talent）に所属。夫は元プロ野球選手の佐々木主浩。

## 来歴

### 生い立ち
実家は東京都港区白金の米屋。2人姉妹の次女。父親は千葉県君津市出身。小学2年生から4年生まで、喘息を治す目的もあり、水泳、ピアノ、日本舞踊を習っていた。ピアノは練習が嫌いだった為、途中で辞めたが日本舞踊はずっと続けていたと述べている。小学4年生から中学2年まで、塾に点々と通い、家庭教師も3人、頼んでいたが本人は「わたしには勉強は合わないみたいですね（笑）」と述べている。
小学6年生のときにスカウトをされてモデル活動を始め、本格的に中学2年生のときに芸能界入り。港区立朝日中学校卒業、日本音楽高等学校全日制普通科中退。

### デビュー
1995年、テレビドラマ『家なき子2』で本格的にデビュー。同ドラマでは安達祐実演じる主人公・相沢すずをいじめる裕福な家のお嬢様・木崎絵里花役を演じ、劇中の「エリカがたとえてあげる」というセリフで一躍注目を浴びた。悪役ではあるものの、その特徴的なキャラクターが受け、結果的にこの役が榎本のブレイクに繋がった。また同年、フジテレビビジュアルクイーンにも選ばれる。
1996年、喘息の影響が撮影の時にも出ていた。高校への進学も望んでおり「勉強と仕事を両立させるコツがあったら教えて下さい！」といったコメントを残している。
1999年、自分の名前を冠したゲーム『榎本加奈子のボケ診断ゲーム』を発売。
2004年にはパチスロ機「シンドバッドアドベンチャーは榎本加奈子でどうですか」という本人をモチーフにした台が発売された。同年、衝突事故を起こし書類送検される（起訴猶予処分）。
同年春、プロ野球選手・佐々木主浩との不倫交際が発覚する。佐々木は2005年3月18日に前妻・清水香織との離婚が成立。同年4月29日に佐々木との間にできた男児を出産（妊娠7か月の早産のため1,000gの未熟児）、同年5月9日に結婚。2006年6月29日には2,290gの男児を出産、佐々木と前妻との間に生まれた子供2人を含め4児の母となった。
2006年6月17日放送・細木数子司会の『細木数子の緊急大予言』に2004年以来2年ぶりに夫の佐々木と共にテレビに出演。2007年2月13日放送『最終警告!たけしの本当は怖い家庭の医学』にも佐々木と夫婦でテレビに出演。同年7月に声優を務めた映画『アンパンマン』の舞台挨拶への登場を最後に芸能界を引退した。

### 引退後
2008年4月、自らプロデュース・経営しているスープカレー屋「Kandy Spice Poya」が、『kanakoのスープカレー屋さん』に店名変更。店のロゴを夫の縁でみずしな孝之がデザインした。生活の拠点を置いている仙台にも出店した。
2020年6月14日に放送された『行列のできる法律相談所』（日本テレビ系列）に出演した3時のヒロインのメンバーである福田麻貴から憧れの人であると公言されて出演を依頼されたが、辞退。代わりに福田へ宛てた手紙を送り、番組内で紹介された。この手紙で初めて引退理由について明かし、以下のように綴った。
2025年4月21日、ABCマートの新任の社外取締役候補者として選任されたことが発表された。5月27日開催予定の株主総会の承認を経て、正式決定となる。

## 人物
- 血液型B型[注 1]。

- 奔放で強気なキャラクターで、それゆえに「無神経」「はすっぱ」と言われることもあり、トークも毒舌で下ネタ交じりということもあった[10]
- 1998年秋に放送された『スーパークイズスペシャル』（日本テレビ）の優勝決定バトルのコーナーで、巨大水槽に沈んでいる正解の物を潜ってとってくるという競技に参戦。「P.A. プライベート・アクトレス」の衣装であるセーラー服を着用のまま、出題と同時にいち早く巨大水槽に潜った。水中でミニスカートが捲くり上がり、黒の見せパン（黒パン。下着が見えるのを防ぐ為に穿いていた）が露出してしまったが恥ずかしさよりも勝ち気さが勝った故のプレーだった[3]
- かつての芸能事務所イトーカンパニー（ラッキーカムカム）は、名称「榎本加奈子」に商標権を留保していた（商標番号第4173022号、2008年7月31日存続期間満了により権利抹消）。
- 『家なき子2』で演技自体ほぼ初めてだったため長いセリフが覚えられず、滑舌もよくなかったため、口パクで演技をし撮影後にアフレコをしたこともあるという[4]。

## 出演

### テレビドラマ
- 家なき子2（1995年4月15日 - 7月8日、日本テレビ） - 木崎絵里花 役
- 湘南リバプール学院（1995年4月11日 - 9月19日、フジテレビ）
- しんドラ・卒業旅行 〜忘れものみ・つ・け・た（1995年9月12日・19日・26日、日本テレビ）
- 日本一短い「母」への手紙2 （1995年10月14日、日本テレビ）
- ベストフレンド（1995年10月-12月、読売テレビ）
- 木曜の怪談（フジテレビ）
  - 午前0時の血（1995年10月19日） - まなみ 役
  - 七瀬ふたたび（1995年10月-1996年1月） - しずか 役
- キャンパス・ノート（1996年1月-3月、TBS） - 鶴岡真弓 役
- イグアナの娘（1996年4月-6月、テレビ朝日） - 青島まみ 役
- 闇のパープル・アイ（1996年7月-9月、テレビ朝日） - 緑川園子 役
- 聖龍伝説（1996年10月-12月、日本テレビ） - 神楽坂佐織 役
- 理想の結婚（1997年1月-3月、TBS） - 大滝恵 役
- FiVE（1997年4月-6月、日本テレビ） - エリ 役
- 心療内科医・涼子 3話（1997年10月27日、読売テレビ） - 須藤早紀 役
- おそるべしっ!!! 音無可憐さん（1998年1月-3月、テレビ朝日） - 主演・音無可憐 役（連続ドラマ初主演）
- P.A. プライベートアクトレス（1998年10月-12月、日本テレビ） - 主演・小早川志緒 役
- 可愛いだけじゃダメかしら?（1999年1月-3月、テレビ朝日） - 主演・杉山ゆうこ、音無可憐、可憐三世 役（三役）
- 傷だらけの女（1999年4月-6月、関西テレビ） -  桜井レナ 役
- 小市民ケーン（1999年7月-9月、フジテレビ） -  紺野珠子 役
- サラリーマン金太郎・超ド迫力!秋の2時間スペシャル（1999年10月、TBS） - 末永美々 役
- バーチャルガール（2000年1月-3月、日本テレビ） - 主演・早川リサ 役
- サラリーマン金太郎2（2000年4月-7月、TBS） - 末永美々 役
- OLヴィジュアル系 最終話（2000年9月、テレビ朝日） - 榎本加奈子 役
- サイコメトラーEIJIスペシャル（2000年9月24日、日本テレビ） - 西沢真紀 役
- ただいま満室（2000年10月-12月、テレビ朝日） - 主演・栗田桃 役
- 渋谷系女子プロレス（2001年8月-12月、テレビ朝日） - 咲山ひとみ 役
- ビューティ7（2001年7月-9月、日本テレビ） - 深田美奈子 役
- フードファイトスペシャル 〜深夜特急死闘編〜（2001年9月29日、日本テレビ） - 水島ちひろ 役
- 歓迎!ダンジキ御一行様（2001年10月-12月、日本テレビ） - 正木有紗　役
- ゴールデンボウル（2002年4月-7月、日本テレビ） - 屋代みどり 役
- Pな彼女・第2シリーズ（2002年8月-9月、TBS） - 主演・石沢友菜 役
- 結婚泥棒（2002年9月-11月、NHK） - 辻川清美 役
- アルジャーノンに花束を（2002年10月-12月、関西テレビ） - 田代ミキ 役
- R.P.G.〜作られた家族の秘密〜（2003年7月、NHK） - 加原律子 役
- 高原へいらっしゃい 第6話（2003年8月、TBS） - 清美 役
- 月曜ミステリー劇場 十津川警部シリーズ31 四国連絡特急殺人事件（2004年3月29日、TBS） - 伊吹君子 役
- 火曜サスペンス劇場 二通の手紙（2004年4月27日、日本テレビ） - 伊織永遠子 役
- 虹のかなた（2004年8月-10月、毎日放送） - 主演・小川ちひろ 役（帯ドラマ初出演）

### 映画
- ときめきメモリアル（1997年） - 西村小麦 役
- サラリーマン金太郎 （1999年）
- 犬猫（2004年） - ヨーコ 役

### VHS・DVD
- Visual Queen of The Year'95榎本加奈子 〜Fourteen（1995年）
- 加奈子のヒミツ（1997年）
- ゆりかちゃん（1997年）

### 劇場アニメ
- それいけ!アンパンマン ホラーマンとホラ・ホラ子 - ホラ・ホラコ 役

### ゲーム
- ユーラシアエクスプレス殺人事件（1998年） - 田宮京子 役
- 榎本加奈子のボケ診断ゲーム（1999年）
- バスト ア ムーブ（1998年）※ゲーム中で使われる楽曲『笑ってポン』の作詞を手がけた

### ラジオ
- 榎本加奈子のKANAKO倶楽部（1997年1月 - 1998年10月、TBSラジオ）

### バラエティ
- ムキムキ!たまご（1995年、テレビ朝日）（MC）
- 買物王（1996年4月-9月、フジテレビ）（MC）
- おまねき猫（1999年10月-2000年3月、テレビ朝日）（MC）

### CM
- 名神集中工事（旧日本道路公団）
- 雪見だいふく（ロッテ）
- LOOPY（カシオ計算機）
- アステル…PHS事業者
- Ban（LION）
- ラ・パルレ…エステティックサロン

### 書籍
写真集
- 好奇心（1996年3月、ワニブックス、撮影：永利隆之）ISBN 4847024249
- edge（1996年12月、ワニブックス、撮影：永利隆之）ISBN 4847024516
- 映画「ときめきメモリアル」PHOTOBOOK(SUMMER MEMORY)（1997年7月、ワニブックス、撮影：河野英喜）
- DELUXE BOMBまるごと加奈子―榎本加奈子パーフェクトマガジン(Gakken Mook)（1997年12月、学習研究社）ISBN 405601759X
- michi（1998年7月、ワニブックス、撮影：渡辺達生）ISBN 4847024737
- ENOMOTO(祥伝社ムック Boonフォトマガジン Vol.3)（1998年11月、祥伝社）ISBN 4396810180
- 美麗(メイライ)（2002年9月、ワニブックス、撮影：野村誠一）ISBN 4847027264
- シンドバッドアドベンチャーは榎本加奈子でどうですかVSボンバ(PEACE MOOK 115)（2004年9月、平和出版）ISBN 4860569024

単行本
- ここ。そこ。あそこ。（1999年11月、ぴあ）ISBN 4892150606
- かんたん!おいしい!かわいい!レシピ60―榎本加奈子の召し上がれ♥あ・た・く・し・の味（2003年5月、ぴあ）ISBN 4835605241

### CD
- 好きになっちゃった（2002年6月19日発売・ポニーキャニオン）オリコン49位
  1. 好きになっちゃった[5:13]
作詞：秋元康／作曲：日下賢司／編曲：清水信之
    - ゼスプリ・インターナショナル・ジャパン「ゼスプリ・ゴールド」CMソング

  2. ありがとう[4:52]
作詞：秋元康／作曲・編曲：太田美知彦
  3. 好きになっちゃった 〜Nawata's “Feel the Field" mix〜[5:37]
  4. 好きになっちゃった (オリジナルカラオケ)[5:13]
  5. ありがとう (オリジナルカラオケ)[4:49]

  - オムニバスアルバム「千枚谷」（2002年10月02日発売）に収録。

## 受賞歴
- 1998年
  - 第16回ザテレビジョンドラマアカデミー賞 ベストドレッサー賞（『おそるべしっっ!!! 音無可憐さん』）[11]
- 1999年
  - 第20回ザテレビジョンドラマアカデミー賞 ベストドレッサー賞（『可愛いだけじゃダメかしら?』）[12]